# Thể thao nhiều môn phối hợp
Thể thao nhiều môn phối hợp là loại hình thi đấu thể thao yêu cầu các vận động viên tham gia phải thi đấu nhiều môn thể thao khác nhau.

## Thể thao nhiều môn phối hợp tính thời gian

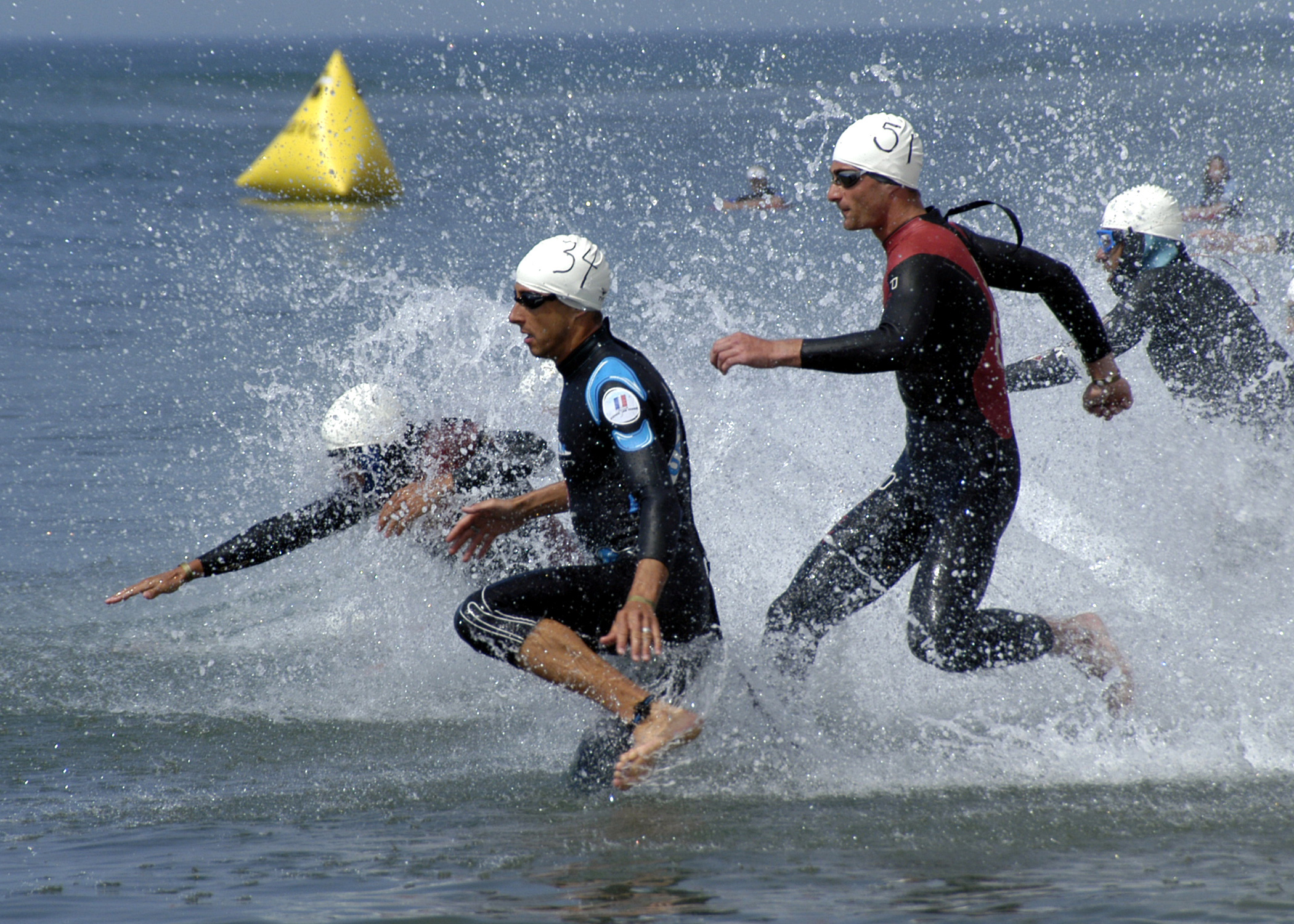
Các vận động viên Triathlon xuất phát cuộc đua Vô địch Triathlon quân sự thế giới.

Ở các cuộc thi đấu thể thao nhiều môn phối hợp tính thời gian thì kết quả sẽ được xác định căn cứ vào thời gian hoàn thành tất cả nội dung thi. Các nội dung thi thường là các môn thể thao thuộc nhóm đua tốc độ như chạy, bơi lội và đạp xe. Các loại hình thi đấu nhiều môn phối hợp tính thời gian được nhiều người tham gia có thể kể đến:
- Duathlon:[1] Chạy - đạp - chạy
- Triathlon:[2] Bơi - đạp -chạy
- Aquathlon:[3] Bơi - chạy
- Aquabike: Bơi - đạp
- v.v...

## Thể thao nhiều môn phối hợp tính điểm
Ở các cuộc thi đấu thể thao nhiều môn phối hợp tính điểm thì kết quả sẽ được xác định căn cứ vào tổng điểm hoàn thành tất cả nội dung thi. Trong mỗi nội dung thi, căn cứ vào kết quả thì các vận động viên sẽ được thưởng điểm số để tính thành tích tổng. Ngoài các môn thể thao thuộc nhóm đua tốc độ, sẽ có thêm các môn điền kinh như nhảy cao, nhảy xa, nhảy sào và một số môn thể thao khác như bắn súng, đấu kiếm v.v...
Một số nội dung thi đấu nhiều môn phối hợp tính điểm đã từng có mặt trong chương trình thi đấu của Thế vận hội:
- Pentathlon: Năm môn phối hợp bao gồm bắn súng, bơi lội, cưỡi ngựa, đấu kiếm, chạy băng đồng
- Heptathlon: Bảy môn phối hợp bao gồm 100m rào, nhảy cao, ném tạ, 200m, nhảy xa, ném lao, 800m
- Octathlon: Tám môn phối hợp bao gồm chạy 100m, nhảy cao, nhảy xa, 110m rào, 400m, ném tạ, ném lao, 1000m
- Decathlon:[5] Mười môn phối hợp